# Florentino Ávidos
Florentino Ávidos (* 18. November 1870 in Rio de Janeiro; † 28. Februar 1956 ebenda) war ein brasilianischer Ingenieur und Politiker.
Ávidos war vom 23. Mai 1924 bis zum 30. Juni 1928 Gouverneur des Bundesstaates Espírito Santo und in den Jahren 1929/1930 während der República Velha dessen Vertreter im Bundesstaat.
Nach seinem Tod wurden in der brasilianischen Stadt Vitória die Straße „Avenida Florentino Avidos“ und eine Brücke, die Ponte Florentino Ávidos, nach ihm benannt.